# Pascal Churin
Pascal Churin (né le 4 mai 1958 à La Ferté-Macé) est un coureur cycliste français des années 1980-1990. De 2005 à 2009, il a été directeur adjoint de l'équipe Bretagne-Schuller.

## Palmarès
- 1976
  - Prix de la Saint-Laurent juniors
- 1979
  - Champion de Normandie sur route
- 1980
  - 3e du Grand Prix de Saint-Hilaire-du-Harcouët
- 1981
  - 1re étape du Circuit de Bretagne-Sud
  - 2e étape des Trois Jours de Cherbourg
- 1982
  - Grand Prix Gilbert-Bousquet
  - 1re étape des Trois Jours de Vendée
  - Circuit des Deux Provinces
  - Grand Prix de Saint-Hilaire-du-Harcouët
  - Tour de la Manche
  - 2e épreuve des Trois Jours de Cherbourg
  - 2e du Circuit des Remparts
  - 3e des Trois Jours de Vendée
  - 3e du championnat de Normandie sur route
  - 3e du Prix de la Saint-Laurent
- 1983
  - Champion de Normandie sur route
  - Grand Prix de Saint-Hilaire-du-Harcouët
  - Grand Prix Michel-Lair
  - Circuit des Remparts
  - 3e des Trois Jours de Cherbourg
- 1984
  - 2e étape des Boucles de la Mayenne
  - 3e du Souvenir Louison-Bobet
  - 3e du championnat de Normandie sur route
- 1985
  - Grand Prix Michel-Lair
  - Grand Prix de Blangy-sur-Bresle
  - 1re étape des Trois Jours de Cherbourg
  - 3e de la Flèche finistérienne
- 1986
  - Circuit des Matignon
  - 2e du Grand Prix de Saint-Hilaire-du-Harcouët
  - 2e du Circuit des Remparts
  - 2e du Grand Prix de Blangy-sur-Bresle
  - 3e du Tro Bro Leon
- 1987
  - 1re étape des Trois Jours de Cherbourg
  - 2e du Circuit des Remparts
  - 3e des Trois Jours de Cherbourg
- 1988
  - 2e du Grand Prix de Saint-Hilaire-du-Harcouët
  - 3e du Tour de la Manche
- 1989
  - 2e du Circuit des Matignon
  - 2e des Boucles de la Mayenne
  - 3e de la Mi-août bretonne
- 1990
  - Flèche finistérienne
- 1991
  - 2e de la Flèche Charente Limousine
  - 2e du Circuit des Deux Provinces
- 1992
  - Championnat d'Île-de-France
  - Boucles de la Loire
  - Circuit des Matignon
  - 2e de Nantes-Segré
  - 2e du Grand Prix de la Tomate
  - 3e du Circuit des Deux Provinces
  - 3e du Critérium de Terrebourg
- 1993
  - Tour du Gévaudan :
    - Classement général
    - Une étape

  - 4e étape du Tour Nivernais Morvan
  - 3e du championnat d'Île-de-France
- 1994
  - Ronde du Sidobre
  - 2e du Circuit boussaquin
  - 2e du Critérium de Terrebourg
  - 3e du Grand Prix de Monpazier
- 1995
  - 4e étape des Boucles de la Mayenne